# Nuno Gomes Oliveira
Nuno Gomes Oliveira (Porto, 10 de fevereiro de 1956) é um biólogo e ambientalista português, sendo fundador do Parque Biológico de Gaia.

## Biografia

### Primeiros anos e formação acadêmica
Nuno nasceu na cidade do Porto em 10 de fevereiro de 1956, mas desde seus primeiros anos reside na Vila Nova de Gaia. Licenciou-se em Biologia pela Universidade de Bordéus na França. Realizou seu mestrado em Ecologia Humana na mesma universidade. Doutorou-se em Biologia, em Portugal, na Universidade de Coimbra.
Em 1971, com 15 anos de idade, começou a colaborar com o Núcleo de Estudos Ornitológicos da Faculdade de Ciências do Porto e com a Sociedade Portuguesa de Ornitologia, de que chega a ser membro da Direção. No âmbito desta colaboração, trabalhou na Reserva Ornitológica de Mindelo – cuja defesa nunca mais abandonou até hoje –, propondo, também, a criação da Reserva Natural das Dunas de S. Jacinto, que seria criada em 1979.
Em 1974 fundou, com outras pessoas, o NPEPVS (Núcleo Português de Estudo e Protecção da Vida Selvagem a primeira ONGA (Organização não governamental de ambiente) formada em Portugal, depois de 25 de Abril, com a instauração da liberdade de associação. O NPEPVS ficou praticamente inativo a partir dos anos 90 mas o grupo fundador manteve-se e, em 2024, irá comemorar os 50 anos da associação.
Em 2017, reiniciou a colaboração com o FAPAS – Fundo para a Proteção dos Animais Selvagens, de que foi um dos fundadores em 1990, tendo sido eleito presidente da direção em 2019, cargo que continua, presentemente, a ocupar, associação que, entretanto, alterou o nome para FAPAS – Associação Portuguesa para a Conservação da Biodiversidade; em atualmente continua a ser técnico-superior do Município de Vila Nova de Gaia.

### Atuação profissional
Foi um dos fundadores do Parque Biológico de Gaia, que sob a sua alçada tornou-se um parque de referência e modelo para outros parques.
Foi presidente da Empresa Municipal Parque Biológico de Gaia, e vice-presidente durante cinco anos da estrutura que resultou da fusão dessa com as Águas de Gaia, outra empresa municipal do concelho. De setembro de 2015 a junho de 2016, foi director do Departamento de Ambiente da Câmara de Gaia, sendo exonerado pelo presidente da câmara, Eduardo Vítor Rodrigues. Ao jornal Público, Rodrigues reconheceu o trabalho de Oliveira, mas classificou o trabalho como 'medíocre' e assegurou uma nova equipe técnica na substituição de Nuno.
Foi candidato à Câmara de Gaia, em 2021 pelo partido Pessoas–Animais–Natureza (PAN). tendo perdido a eleição. Entre suas intervenções, criticava a mobilidade e o sistema de transportes da cidade.. Não é filiado no PAN nem em nenhum outro partido.

## Prémios
- 1990 - Prémio Nacional de Conservação da Natureza e do Património Histórico-Natural.[13]
- 1995 - Prémio 25 pessoas - 25 anos de Conservação da Natureza - QUERCUS 10º Aniversário[14]
- 2000 - Menção Honrosa conferida pela Confederação Portuguesa das Associações de Defesa do Ambiente[13]